# Jada Zech
Jada Zech (* 17. Juni 2005 in Berlin) ist eine deutsche Synchronsprecherin. In ihrer jungen Karriere hat sie bereits einige Film- und Serien-Charaktere synchronisiert. Sie wohnt in Berlin.

## Rollen

### Sprechrollen (Filme)
- Stephanie Gill (als junge Grace) in Terminator: Dark Fate (2019)
- Ava Russo (als Lila Barton) in Avengers: Endgame (2019)
- Mira Silverman (als Brandi) in Gregs Tagebuch – Böse Falle! (2017)
- Addison Riecke (als Marie) in Die Verführten (2017)
- Nina Zoe Bakshi (als Tims Tochter) in The Boss Baby (2017)
- Ashley Aufderheide (als Kanika) in Abgang mit Stil (2017)
- Emma Bercovici (als Diddy) in Don’t Breathe (2016)
- Pixie Davies (als Bronwyn Bruntley) in Die Insel der besonderen Kinder (2016)
- Amybeth McNulty (als Morgan (Kind)) in Das Morgan Projekt (2016)
- Kylie Rogers (als Allison) in Verborgene Schönheit (2016)
- Annabelle Malaika Süess (als Jenny) in Elliot, der Drache (2016)
- als weibliches Wolfsjunges #1 in The Jungle Book (2016)
- als Schulklassenkind in Plötzlich Papa (2016)
- als Emily in Der Vollposten (2016)
- Sixtine Dutheil (als Hanna Belkacem (Kind)) in Mademoiselle Hanna und die Kunst, Nein zu sagen (Je suis à vous tout de suite, 2015)
- Isabella Crovetti-Cramp (als Joy (jung)) in Joy – Alles außer gewöhnlich (2015)

### Sprechrollen (Serien)
- Lola Fyke (als Abigail (7 Jahre)) in Roots (2016)
- Emmy DeOliveira (als Avery) in Flaked (2016–) in Episode 4 & 5 (Staffel 2)
- Kalia Young (als Molly) in Chicago Med (2015–) in 1 Episode
- Aubree Young (als Shiloh Kane) in Chicago Med (2015-) in 1 Episode
- Sasha Rosoff (als Rachel Lewis) in Chicago Med (2015-) in 1 Episode
- Maddi Clarke (als Phoebe) in Chicago Med (2015–) in 1 Episode
- Zoe Ishmael (als Vinessa Atwater) in Chicago P.D. (2014-) in 3 Episoden
- Anna Fox (als Lizzie) in Chicago Fire (2012–) in 1 Episode
- Ava Russo; (als  Lila Barton) in  Hawkeye (2021)